# Přefakturace
Přefakturace (anglicky re-invoicing) je úkon z oblasti obchodního práva, resp. účetnictví, kterým se náklady vzniklé jednomu obchodnímu subjektu převádějí na subjekt jiný. Lze jej také charakterizovat jako přeprodej či překup zboží, výrobků či služeb mezi dvěma nebo více subjekty. Přeprodej (přefakturace) může sloužit k účelovému převedení obchodního závazku z jednoho subjektu na druhý v původní hodnotě, nebo může být realizován i s obchodní přirážkou. Příkladem užití jsou náklady, které vznikají vlastníku či provozovateli nemovitosti v souvislosti s jejím provozem a které tento dále přefakturuje nájemníkům. Dalším příkladem jsou různé náklady vznikající jednomu podniku v rámci obchodní skupiny, převáděné takto mateřské společnosti.

## Přefakturace náhradního plnění
V souvislosti s § 81 zákona o zaměstnanosti č. 435/2004 Sb. (kde je v odst. 2b definováno tzv. náhradní plnění jako jedna z možností plnění zákonné povinnosti při zaměstnávání osob se zdravotním postižením) se jako přefakturace označuje praxe, kdy se přes subjekty zaměstnávající více než 50 % osob se zdravotním postižením (OZP) formálně přefakturují výrobky či služby. Tato praxe je sice legální, ale pokud nepřispívá k zaměstnanosti OZP, je v rozporu s účelem sledovaným tímto zákonem.